# Cleistanthus discolor
Cleistanthus discolor là một loài thực vật có hoa trong họ Diệp hạ châu. Loài này được Summerh. mô tả khoa học đầu tiên năm 1928.